# Função de bem-estar social
Em economia, a função de bem-estar social é uma função real, que toma como entrada os possíveis estados de uma sociedade, e tenta classificá-las de acordo com o bem-estar, obtendo como retorno um número real que indica o grau de bem-estar dessa sociedade. Durante o processo, são levadas em consideração as mais diversas variáveis, que tem o poder de afetar uma sociedade por inteiro.

## Definição
A função de bem estar social é definida por
{\displaystyle F:p_{1}\times p_{2}\times \dots \times p_{n}\to \mathbb {R} }
Onde {\displaystyle n} é o número de participantes e {\displaystyle p_{i}} representa a relação de preferência do participante {\displaystyle i} sobre um conjunto de alternativas.

### Propriedades
DitatoriedadeUma função de bem-estar social {\displaystyle F} é dita ditatorial se, e somente se, existe um indivíduo {\displaystyle i} (chamado de ditador) que, para toda alternativa {\displaystyle x} e {\displaystyle y}, se {\displaystyle x\succcurlyeq _{i}y} então {\displaystyle xFy}.